# Crna Reka (dopływ Wardaru)
Crna Reka (maced. Црна Река) – rzeka we wschodniej Macedonii Północnej, prawy dopływ Wardaru w zlewisku Morza Egejskiego. Długość – 207 km, powierzchnia zlewni – 4526 km², średni przepływ – 22,39 m³/s (Rasimbegov most w górach Selečka Planina).
Źródła Crnej Reki znajdują się na wysokości 760 m n.p.m. w górach Ljuben. Rzeka płynie na południowy wschód i wypływa do kotliny Pelagonia, gdzie zmienia kierunek na południowy. Przepływa przez południową część kotliny i tuż nad granicą grecką zatacza łuk na północ. Koło wsi Skočivir zaczyna długi przełom przez góry Seleczka Planina. Płynie na północ przez góry, tworząc dwa sztuczne jeziora – Galište i Tikwesz. Uchodzi do Wardaru koło wsi Gradsko.